# Roman Tuma
Roman Tuma (15. ledna 1899 Praha – 25. října 1933 tamtéž) byl jedním z nejvýraznějších mladých českých představitelů hereckého expresionismu dvacátých let dvacátého století.

## Divadlo
Svou profesionální kariéru začal v roce 1915 už jako šestnáctiletý v Lidovém divadle Uranie v Holešovicích. Po krátkém působení v letech 1915–1916 v Plzni, byl od 1. dubna 1916 angažován za člena pražského Divadla na Vinohradech. Jevištní deklamaci studoval soukromě až během svého vinohradského angažmá u německé učitelky. Na Vinohradech působil až do 1. března 1925, kdy ho Karel Hugo Hilar angažoval do činohry pražského Národního divadla. Členem činohry byl prakticky až do své smrti, ačkoli pro psychickou nemoc byl od 20. listopadu 1928 na dlouhodobé zdravotní dovolené a do divadla se vrátil pouze na krátké období v letech 1930 a 1932.

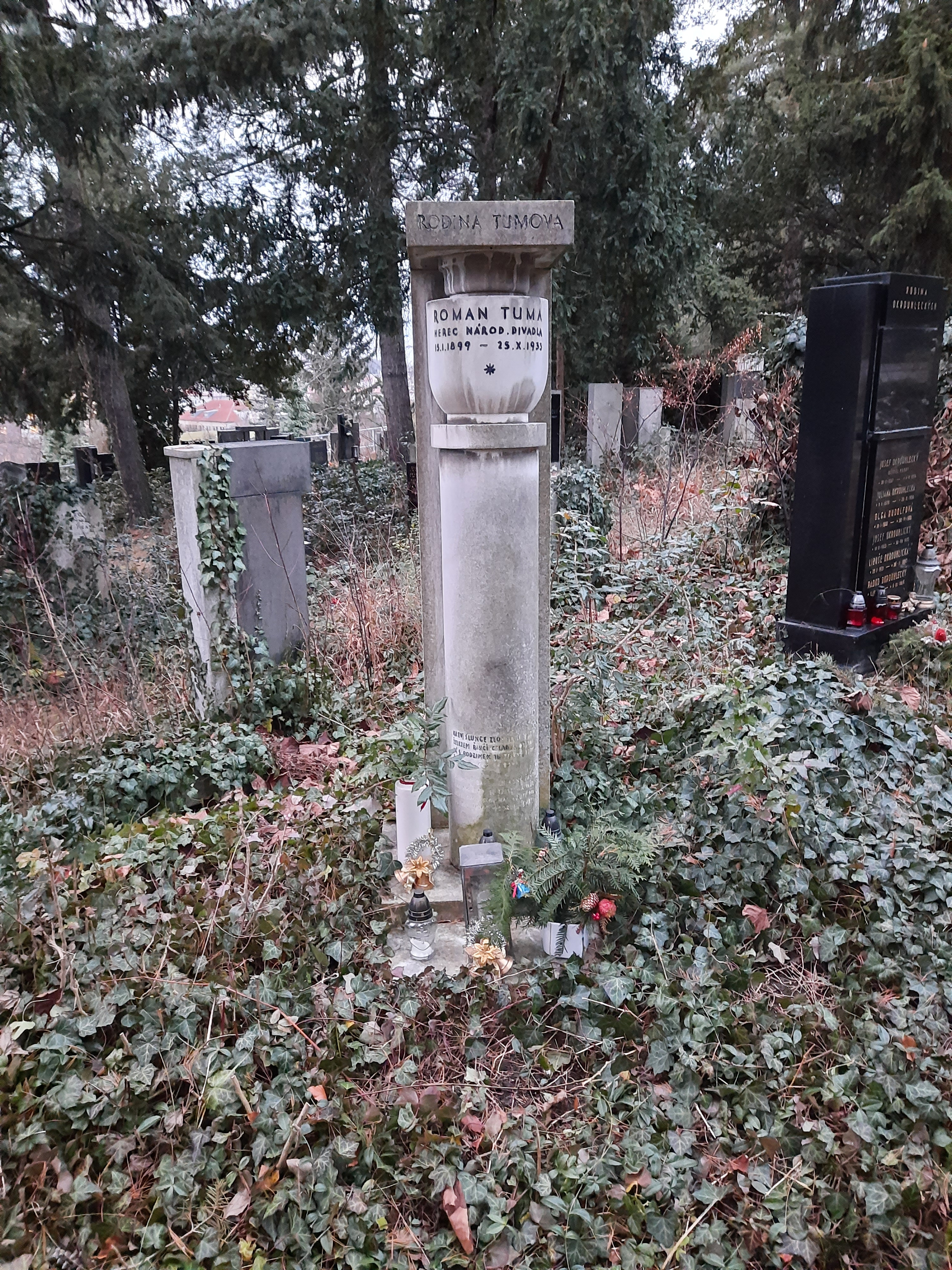
Hrob Romana Tumy na Vinohradském hřbitově

Zemřel roku 1933 a byl pohřben na Vinohradském hřbitově.

## Divadelní role, výběr
- 1920 Edmond Rostand: Orlík, titulní role, Divadlo na Vinohradech, režie František Hlavatý
- 1921 William Shakespeare: Troilus a Cressida, Troilus, Divadlo na Vinohradech, režie Jaroslav Kvapil

## Rodina
Byl druhým manželem herečky Divadla na Vinohradech Anny Iblové.

## Citát
| „               | Roman Tuma zemřel roku 1933 jako čtyřiatřicetiletý, pro divadlo však byl mrtev už o tři roky dříve, a já byl svědkem tohoto konce. Při repríze Svobodových "Směrů života" jsem si všiml, že je Tuma neobyčejně roztěkaný. V pohledu i v gestech se jevil zvláštní neklid. Když jsme zůstali na scéně sami, nereagoval na mé narážky a začal mluvit z cesty. Opona šla dolů a Tumu odvezli z divadla do ústavu. Už se odtamtud trvale na jeviště nevrátil. | “ |
| — Eduard Kohout | |   |

## Film
Ve filmech se objevil pouze dvakrát a to ve filmu Mnichovo srdce (1921) a Muž bez srdce (1923). Ani jeden z těchto filmů se však nedochoval.

## Kulturní aktivity
Kromě hereckých aktivit se uplatňoval na veřejných akcích jako recitátor. Účastnil se mimo jiné Wolkerova matiné v roce 1924, matiné sovětské poezie v Divadle na Vinohradech v roce 1925 a Večeru ruské revoluční poezie, pořádané Proletkultem v roce 1925 ve Smetanově síni. Protože byl levicově zaměřený a od poloviny 20. let byl členem KSČ, účastnil se také dalších akcí pořádaných KSČ. Ke konci dvacátých let spolupracoval také s československým rozhlasem.